# Charenza

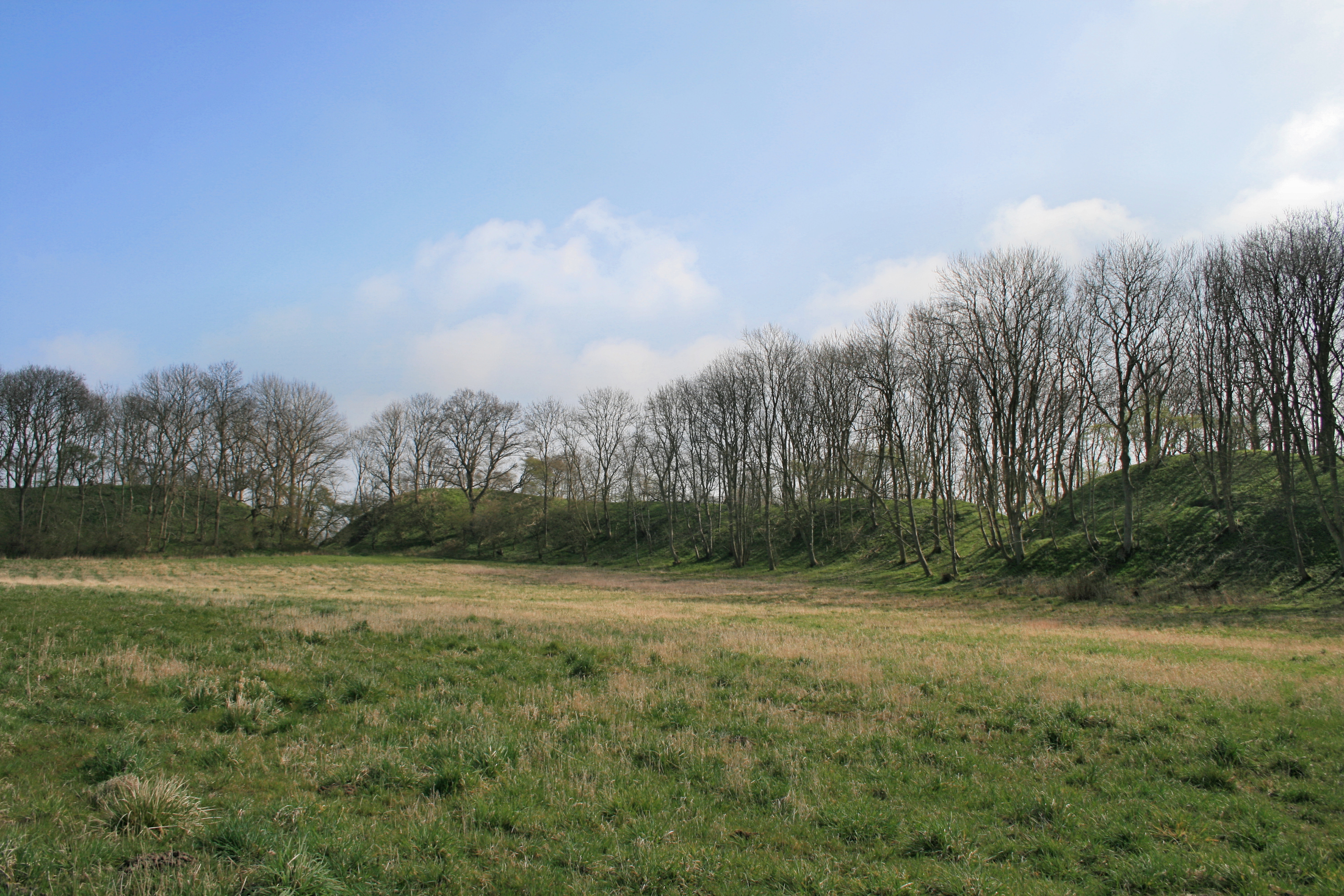
Pozostałości wałów Charenzy

Charenza (również Karentia lub Karenz, a później także Gharense) – średniowieczny gród na wyspie Rugia. Było to centrum administracyjnym plemienia Ranów i księstwa rugijskiego. Nazwa słowiańska, rekonstruowana w języku polskim jako Korzenica. Pozostałości grodu nazywane są obecnie Venzer Burgwall.
Charenza była nie tylko centrum administracyjnym plemienia Ranów, ale także centrum religijnym bogów Rugiewita, Porewita i Porenuta. Głównym ośrodkiem religijnym Ranów była jednak Arkona. Gdy w 1168 roku król Danii Waldemar I i arcybiskup Absalon zdobyli Arkonę, Charenza poddała się kilka dni później po negocjacjach z rugijskimi książętami Tesławem i Jaromarem I. Świątynie zostały zniszczone, a ludność ochrzczona. W 1180 roku centrum administracyjne księstwa Rugii zostało przeniesione do Góry (Rugard, dzisiaj Bergen auf Rügen), kilka kilometrów na południowy wschód od Charenzy.

## Literatura
- Kratzke, Reimann, Ruchhöft: Garz und Rugendahl auf Rügen im Mittelalter. In: Baltische Studien 2004 – Pommersche Jahrbücher für Landesgeschichte. Neue Folge Bd. 90, Verlag Ludwig, Kiel 2005, S. 25–52, ISBN 3-937719-02-4
- Sven Wichert: Beobachtungen zu Karentia auf Rügen im Mittelalter. In: Baltische Studien 2005 – Pommersche Jahrbücher für Landesgeschichte. Neue Folge Bd. 91, Verlag Ludwig, Kiel 2006, S. 31–38, ISBN 3-937719-35-0